# Ailurops melanotis
Ailurops melanotis é uma espécie de marsupial da família Phalangeridae. Endêmica da Indonésia.